# Rolf Mulka
Rolf Theodor Heinz Mulka (Hamburgo, 23 de noviembre de 1927-Hamburgo, 14 de julio de 2012) fue un deportista alemán que compitió para la RFA en vela en la clase Flying Dutchman.
Participó en dos Juegos Olímpicos de Verano en los años 1956 y 1960, obteniendo una medalla de bronce en Roma 1960 en la clase Flying Dutchman. Ganó tres medallas en el Campeonato Mundial de Flying Dutchman entre los años 1956 y 1959.

## Palmarés internacional
| Representando al Equipo Alemán Unificado |                          |                   |                 |
| Juegos Olímpicos                         |                          |                   |                 |
| Año                                      | Lugar                    | Medalla           | Clase           |
| 1960                                     | Roma (Italia)            | Medalla de bronce | Flying Dutchman |
| Representando a la RFA                   |                          |                   |                 |
| Campeonato Mundial                       |                          |                   |                 |
| Año                                      | Lugar                    | Medalla           | Clase           |
| 1956                                     | Lago de Starnberg (RFA)  | Medalla de oro    | Flying Dutchman |
| 1957                                     | Rímini (Italia)          | Medalla de oro    | Flying Dutchman |
| 1959                                     | Whitstable (Reino Unido) | Medalla de bronce | Flying Dutchman |